# Padang Bulan (Jejawi)
Padang Bulan is een bestuurslaag in het regentschap Ogan Komering Ilir van de provincie Zuid-Sumatra, Indonesië. Padang Bulan telt 1208 inwoners (volkstelling 2010).